# The Homebreaker
The Homebreaker is een Amerikaanse filmkomedie uit 1919 onder regie van Victor Schertzinger. De film is wellicht zoekgeraakt.

## Verhaal
Mary Marbury werkt als handelsreiziger voor de firma Abbott & Son. Ze is stiekem verliefd op de zoon Raymond Abbott, maar hij zit aldoor achter revuemeisjes aan. Een oplichter die zich voordoet als een edelman, wil intussen zijn zus Lois versieren. Omdat vader Jonas Abbott graag wil dat Raymond met Mary trouwt, beramen ze samen een plan. Jonas doet alsof hij zelf stapelgek is op Mary en zij doet alsof ze gediend is van zijn avances. De kinderen reageren geschokt op de capriolen van hun vader. Door de commotie valt Raymond voor Mary en Lois ontdekt dat haar liefje een bedrieger is.

## Rolverdeling
| Acteur           | Personage         |
| ---------------- | ----------------- |
| Dorothy Dalton   | Mary Marbury      |
| Douglas MacLean  | Raymond Abbott    |
| Edwin Stevens    | Jonas Abbott      |
| Frank Leigh      | Fernando Poyntier |
| Beverly Travis   | Marcia Poyntier   |
| Nora Johnson     | Lois Abbott       |
| Mollie McConnell | Mevrouw White     |